# Juvenal Briceño
Juvenal Briceño (Mollendo, 11 de diciembre de 1965) es un jugador de fútbol peruano. Se desempeñó en FBC Melgar, Universitario de Deportes y Sporting Cristal dentro del fútbol profesional peruano.

## Trayectoria como jugador

### Inferiores
Fue contratado por las inferiores de FBC Melgar, proveniente del Colegio Honorio Delgado, equipo de su ciudad natal. 

### FBC Melgar
Con solo 18 años de edad, debutó en el fútbol profesional defendiendo la casaquilla del equipo de sus amores. Vistió el rojinegro las temporadas 84, 85 y 86; salió goleador del torneo el último año; tuvo el privilegio de jugar con los campeones del 81 (eran sus ídolos y aprendió mucho de ellos); debutó ante el Alfonso Ugarte de Puno y anotó un gol. Regresó en 1990 pero su estadía en Arequipa fue muy corta. En total, disputó 110 partidos y convirtió 44 goles.

### Universitario
Las buenas campañas con el equipo ‘dominó’, fueron suficientes para que sea fichado por Universitario de Deportes, estuvo en el club entre 1987 y 1989, conformando una de las delanteras más recordadas del equipo crema junto a Balan Gonzales y Eduardo Rey Muñoz. Fue parte de la selección peruana en ese periodo. Salió campeón en 1987 y en los tres años que vistió la crema, anotó más de 40 goles.
"No conocía a nadie en la ‘U’ y había jugadores con experiencia que siempre estaban en la selección, pero me hice un espacio en el equipo y me gané el cariño y respeto de la hinchada"

### Sporting Cristal y Accidente
Jugó en Sporting Cristal y salió campeón en 1991, donde disputó 25 partidos y anotó 7 goles, siendo el segundo goleador del equipo. A fines de ese año sufre un accidente de moto que lo obliga mantenerse al margen de la práctica deportiva. La vida de Briceño dio un giro de 180 grados. El accidente —si bien no cobró ninguna vida— cambió el futuro del entonces joven futbolista arequipeño

## Después del retiro
Decidió incursionar en la confección de ropa deportiva; compró máquinas de coser y empezó a adaptarse a su nueva vida. También fue entrenador de fútbol de menores, empezó a trabajar en las divisiones menores del Sporting Cristal y luego abrió su escuela de fútbol en Arequipa, Entre sus logros como entrenador están, la clasificación a la liguilla final de la Copa Perú con el equipo de Internacional de Cercado. 
Se radicó en EE. UU. Trabaja en las mañanas en una empresa privada y por las tardes en una escuela de fútbol.

## Clubes
| Club                      | País | Año         |
| ------------------------- | ---- | ----------- |
| FBC Melgar                | Perú | 1984 – 1986 |
| Universitario de Deportes | Perú | 1987 – 1989 |
| FBC Melgar                | Perú | 1990        |
| Sporting Cristal          | Perú | 1991        |

## Palmarés

### Campeonatos nacionales
| Título                    | Club                      | País | Año  |
| ------------------------- | ------------------------- | ---- | ---- |
| Primera División del Perú | Universitario de Deportes | Perú | 1987 |
| Primera División del Perú | Sporting Cristal          | Perú | 1991 |

### Distinciones individuales
| Distinción                               | Año  |
| ---------------------------------------- | ---- |
| Goleador de la Primera División del Perú | 1986 |